# Vzdálenost (teorie grafů)

Graf G

Délku nejkratší cesty mezi vrcholy {\displaystyle x} a {\displaystyle y} v souvislém grafu {\displaystyle G} (na obrázku) nazýváme vzdáleností {\displaystyle x} a {\displaystyle y} v {\displaystyle G} a označujeme {\displaystyle d_{G}(x,y)}. Například v grafu G (na obrázku) platí: {\displaystyle d_{G}(6,4)=1}, {\displaystyle d_{G}(6,5)=2}, {\displaystyle d_{G}(6,1)=3}.
Dá se dokázat, že funkce {\displaystyle d_{G}(x,y)} je v souvislém grafu metrikou.